# Эбер, Анри Этельберт Луи Виктор

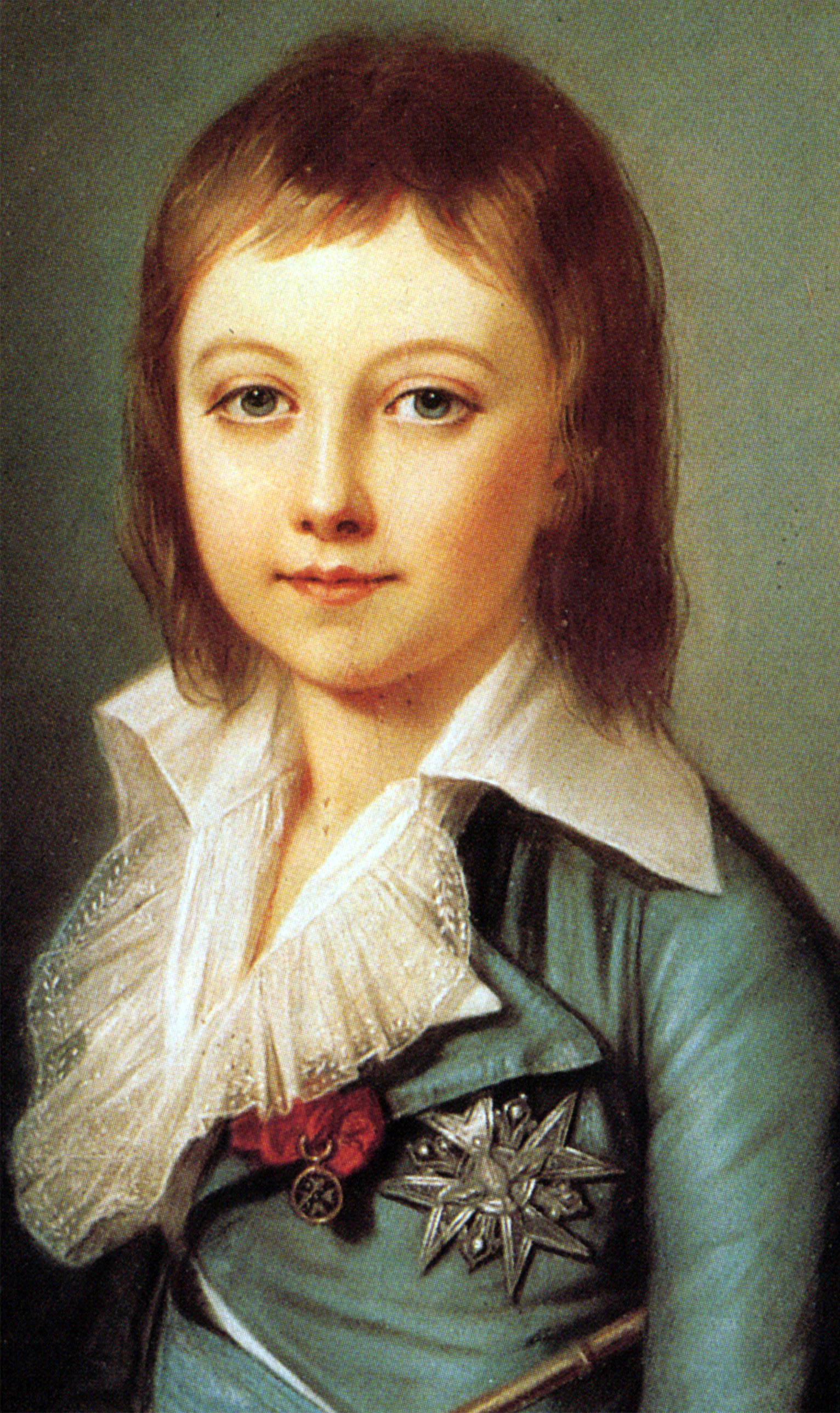
Шарль-Луи Бурбон. С прижизненного портрета.

Анри Этельберт Луи Виктор Эбер (фр. Henry Ethelbert Louis Victor Hébert, он же, вероятно, Клод Перрен, он же «барон де Ришмон» (1786(?) — 10 августа 1853 г.) — один из самозванцев, выдававших себя за Людовика XVII, чудом спасшегося из тюрьмы Тампль.

## Проблема отождествления
Подлинное имя и происхождение претендента установить не удалось. Расследование этого вопроса, проведённое французской газетой «L`Univers» с 6 июля по 30 октября 1850 г. с долей уверенности позволяет предположить его тождество с неким Клодом Перреном (фр. Claude Perrin), сыном дровосека (по другим сведениям, мясника) из Аньё, воспитанником кюре де Травера. Попал в дурную компанию, был уличён в мошенничестве и отправлен в итальянскую армию, где впрочем, не оставил своего занятия. Присваивал себе различные дворянские звания, занимался фальшивомонетничеством, в конце концов, пойман, осуждён, и заключён в Руанскую тюрьму, бежал оттуда в 1819 г., и с тех пор его следы теряются.
В пользу гипотезы свидетельствует то, что «барон де Ришмон» появляется на исторической сцене в 1820 г., также промышляет мошенничеством, и не брезгует присваивать и менять аристократические титулы.
«Против» — единодушные свидетельства современников о широкой образованности, обходительности и аристократических манерах претендента, что вряд ли согласуется с гипотезой о сыне мясника. Коротко говоря, окончательное решение ещё не получено. Сам барон по понятным причинам предпринимал всё от него зависящее, чтобы скрыть своё подлинное имя и происхождение.

## Явление претендента и первое воззвание
2 февраля Палата Пэров Франции получила документ следующего содержания:

"Благородные Пэры! К вам взывает и вашему благоразумию вверяет свою судьбу несчастный Луи-Шарль де Бурбон, герцог Нормандский. Чудом вырвавшись из рук палачей, он вынужден был многие годы скитаться вдали от родины, и позволил себе вернуться лишь после Реставрации. Отвергнутый близкими, вынужденный бежать, чтобы спасти свою жизнь от их посягательств, (…) он в конце концов оказался в тюрьме.
Благодаря его просьбам, через семь лет, шесть месяцев и двенадцать дней, император Австрии позволил ему выйти на свободу.
Со всем надлежащим почтением он обращается к вам, благородные сеньоры. Он не просит возвратить ему трон его предков, нет, ибо тот принадлежит нации, и только нация способна выносить своё решение, он просит лишь о безопасном убежище, где сможет преклонить голову после тридцати лет скитаний на чужбине, он просит вернуть ему Родину, которую так и не смог забыть.(…)

Под документом стояла подпись: герцог Нормандский.

## Взгляд назад
Палата пэров запросила документы из Австрии и далее выяснилось, что в апреле 1820 г. некто именующий себя «Бурлон» был задержан полицией в Модене за «подозрительное поведение». При обыске у него была обнаружена толстая тетрадь, заполненная от руки, прокламациями и воззваниями, в которых автор без обиняков отождествлял себя с «Дофином Франции, сыном Людовика XVI» и несколько писем, обращённых к заинтересованным лицам. На допросе «Бурлон» не стал запираться и сразу признал себя автором писем, и следовательно — дофином Франции. Австрийское правительство, отнюдь не желающее вмешиваться во французские дела, отправило его в тюрьму в Мантую, а затем в Милан, и в то же время запросила французского министра внутренних дел — как дальше поступать с арестованным (как его адресовали австрийцы -«мошенником умным и опасным»).
Ответ пришёл незамедлительно. Министр писал, что перед ними наверняка скрытый бонапартист, и просил держать арестованного под крепкой стражей, и делать всё возможное, чтобы узнать его настоящие цели. Считается, что это решение было вызвано нежеланием подогревать и без того упорные слухи о спасении дофина из Тампля, и выиграть время, чтобы улеглись страсти, вызванные другими претендентами.
Так или иначе, спустя пять лет, австрийцы снова затребовали решения, что делать с неизвестным, который на территории Австрии не совершил никакого преступления. Французскому министерству пришлось с неохотой но признать правоту австрийских коллег. По своим каналам наведя справки, и теша себя мыслью, что арестованный не француз и достаточно будет держать его подальше от французских границ, оно дало своё согласие на освобождение «претендента». Бурлон вышел из тюрьмы 25 октября 1825 г.
Затем он перебирается в Женеву, где некоторое время живёт под именем принца Густава и барона Пикте. Французская полиция не спускает с него глаз. Удаётся перехватить несколько писем, адресованных одному из приверженцев — Растуэну, тулузскому купцу. Из них следовало, что претендент готовится тайком въехать в страну. Немедля разрабатывается план, арестовать претендента, когда он окажется на французской территории, но что-то не срабатывает, и «Бурлон», исчезает из поля зрения в очередной раз.
Гораздо позже выяснилось, что он без шума въехал в страну с паспортом на имя Анри Эбера, и — стоит заметить эту деталь — в Руане поступил на службу в префектуру полиции. Там он кроме всего прочего, досконально изучил дело одного из самозванцев, Брюно причём сделал это с максимальной пользой для себя. Впрочем, и здесь он не оставил своих мошеннических повадок, и вскоре за имитацию банкротства был осуждён на три месяца тюрьмы.
Видимо, это встревожило мошенника, он спешно уезжает в Париж, и видимо, чтобы окончательно запутать возможную погоню, именует себя Анри Трастамар или Этельбер, барон де Ришмон. Именно под последним именем он войдёт в историю.
Полиция сбивается с ног, разыскивая его за границей, требование о выдаче преступника предъявляется среди прочего правительству Нидерландов, а он в это время обитает на левом берегу Сены, буквально под боком у полицейского управления. Считается, что за исключением Наундорфа, Ришмону удалось собрать вокруг себя наибольшее количество приверженцев. В Париже его ждут. Историки склоняются к тому, что претенденту была предоставлена некая хорошо законспирированная типография, потому что оказавшись в Париже, он немедля принимается распространять воззвания и письма.
Процитируем ещё одно, особенно красноречивое:

## Второе воззвание
Люксембург, 6 января 1830 г. 

Луи-Шарль, сын несчастного Людовика XVI — своим согражданам 

Французы!
Похищенный из Тампля 29 июня 1794 г. (…) благодаря самоотверженности принца моего дома, после зрелых размышлений, я отдаюсь на милость правительства, чьё благородство и неподкупность позволяют мне надеяться на отношение соответствующее обычаям и законам, утверждённым моим несчастным отцом. (…) 

Я призываю французов стать судьями в злоумышлениях против меня, и раз и навсегда положить конец домыслам о моей якобы смерти, распространяемым только теми, кому это выгодно…
Я объявляю во всеуслышание, что я жив, но незаконно был изгнан из родной страны, лишён имени и прав французского гражданина.
Здесь моя родина, и вдохновлённый этой идеей, которая мне в скитаниях надеждой и опорой, я верю, что мой призыв, обращённый к великодушнейшей и благороднейшей из наций не останется без ответа. 

И снова подпись герцог Нормандский.
Но и этим Ришмон не ограничивается. Будучи, пожалуй, самым беспокойным из претендентов, он пишет так же герцогине Ангулемской — сестре Шарля-Луи (заметим в скобках, получившей уже не одну сотню писем подобного содержания) послание полное трогательных признаний в братской любви и предложений «наконец-то заключить друг друга в объятья после долгой разлуки».
Он требует формального признания своих прав у французского парламента. 

Самое удивительное, что полиция времён июльской монархии, так же как и ранее полиция Карла Х сбивается с ног, разыскивая претендента по всей Европе. Это немедля порождает слухи об «итальянской забастовке», и по сути дела нежелании властей положить конец его художествам. Наундорфисты, а вслед за ними многие историки обратят это на пользу своему претенденту: покрывая своим бездействием явного мошенника, полиция пытается выставить в смешном свете настоящего принца.
Так или иначе, в ожидании решения, претендент садится за свои мемуары, делая по свидетельству академика М.Гарсона, первый крупный промах.

## Бегство из Тампля и дальнейшие скитания, версия претендента
С первых же слов претендент объявляет, что не помнит ничего из раннего детства, объясняя это «38 годами лишений и бед.» (Заметим, к тому же приёму прибегал и Эрваго чтобы избавиться от «лишних вопросов» о быте и привычках двора.) Воспоминания претендента начинаются когда за ним захлопываются двери тюрьмы.
На сей раз в роли освободительницы выступает жена сапожника Симона, умершая задолго до появления претендента, в 1819 году, и потому не могущая ни подтвердить ни опровергнуть его слова. Именно она вступает в контакт с шуанами и дальнейшее разворачивается по канве прямо восходящей к «воспоминаниям» Брюно, и вслед за ним к роману «Кладбище Мадлен» из которого черпали вдохновение почти все претенденты на роль дофина. За спиной «жены Симона» как выясняется, стояла Жозефина Богарне, а исполнителем задуманного оказался некий врач во фамилии Ожардиас.

"Я помню, — пишет Ришмон, — как в темноте открылись двери моей камеры и вошёл некто, несущий под мышкой картонную лошадку. Он вытащил из неё спящего ребёнка моих лет и приблизительно моего роста…

Дальнейшее, впрочем, слегка отличается от привычного варианта. Дофина выносят уже не в корзинке и не в тачке для грязного белья (что утверждали другие претенденты) а в другой лошадке, на сей раз деревянной, «куда больше и вместительней», обшитой настоящей конской шкурой. Это животное, обязанное, видимо, изображать Троянского коня, было снабжено гибкими суставами, и имело под хвостом вентиляционное отверстие, так что заключённый в нём ребёнок мог чувствовать себя вполне комфортно.
Врач Дессо, заподозривший подмену, конечно же был отравлен, а спасшегося ребёнка переправили сначала в Вандею, затем в Германию, под начало принца Конде и затем генерала Клебера. Дофин инкогнито вступает в республиканскую армию, и участвует в битве при Маренго. Академик Гарсон иронично замечает, что в пятнадцать лет это немало!
Затем следует возвращение и участие в монархистском заговоре Пишегрю.
Заговор разгромлен, но двуличный министр полиции Фуше берёт Ришмона под свою опеку. Чтобы не подвергать его риску раньше времени, Фуше отправляет Ришмона в Америку, где бравый претендент сражается с каннибалами (!) и становится вождём краснокожих, с почётом принят королём Жуаном и, конечно же, официально им признан. Впрочем, Жуан советует ему вернуться в Европу.
Претендент следует совету. «Дрожа от страха», он инкогнито проникает во Францию и выходит на связь с семьёй. Конечно же, его с насмешками прогоняют прочь. Перед отъездом претендент зачем-то оставляет большую часть своих документов судебному исполнителю Фюальде (действительно убитого при довольно тёмных обстоятельствах; по версии Ришмона — по прямому приказу короля), и уезжает в Италию. Здесь в 1818 г. (так в мемуарах!) его арестовывают в Модене, полиция конфискует последние бумаги и несчастный принц уже не в силах доказать кто он и откуда. Далее, как уверяет Ришмон, ему пришлось выступить под именами Брюно и Эрваго и трижды «чудесным образом» бежать из тюрем.

## Суд и разоблачение
В 1833 г., когда беспомощность полиции и неуловимость претендента уже начинают вызывать насмешки и кривотолки, стражам закона всё же удаётся выйти на след. Через некоего Алексиса Морена, давно подозреваемого в связях с Ришмоном, ему удаётся передать письмо от несуществующей графини, которая, конечно же, всей душой сочувствует его делу и жаждет встречи. Претендент попадает в расставленные сети и 29 августа отправляется вместе со своим почитателем в тюрьму Сен-Пелажи.
30 октября он должен предстать перед судом присяжных — но бюрократическая система заходит в тупик — неизвестно подлинное имя арестованного. Начинаются поиски и всплывает имя Клода Перрена, впрочем, как было уже сказано, тождество не удалось доказать с непререкаемой точностью до сих пор. Сам подсудимый настаивает на имени «барон Анри Ришмон» — но подлинность его тоже не удаётся доказать.
Свидетели обвинения противоречат друг другу — один узнаёт в нём Эрваго, другой — Брюно, некая платная полицейская осведомительница прилюдно называет его Людовиком.
Из положения находят довольно остроумный выход — в судебных бумагах претендент именуется Анри Эбер, «присвоивший себе в тюрьме титул барона Ришмона». Так или иначе, Ришмон попадает наконец на скамью подсудимых.
Обвинение неумолимо. Среди свидетелей престарелый Лан, бывший тюремный служитель дофина. Лан категоричен — перед ним самозванец. Хотя не стоит сбрасывать со счетов тот факт, что Лан получал в это время солидную пенсию от государства, историки в абсолютном большинстве склоняются к тому, что он говорил правду.
Однако, довольно любопытные истории всплывают при опросе свидетелей защиты. Так уже, упомянутый Морен вдруг рассказывает, как будучи мальчиком он гулял своим воспитателем и, под влиянием всеобщего ажиотажа, был принят за дофина, бежавшего из Тампля! Кое-как ему удалось убедить местных жителей и местную полицию, что он не имеет с этой историей ничего общего. Однако же, как рассказывает сам Морен, с того времени он дал себе зарок, что будет служить верой и правдой настоящему дофину, наверняка сумевшему бежать из тюрьмы. Другие свидетели так же не могут ничего доказать и твердят только о своём полном доверии претенденту, сам Ришмон категорически отказывается отвечать на вопросы и время показывает, что это было с его стороны самой разумной тактикой.
Приговор достаточно суров — 12 лет каторжных работ. Ришмон возвращается с тюрьму Сен-Пеларжи.
Он пробудет там около года, и по недосмотру тюремщиков сумеет бежать (это вызовет новую волну слухов), а затем до 1840 г. будет скрываться у тех последователей, что остались ему верны. В 1840 г. король Луи-Филипп объявляет амнистию всем осуждённым за политические преступления и Ришмон наконец-то может почувствовать себя в безопасности.

## Второй вариант «мемуаров»
Как видно, существуя на нелегальном положении, претендент не терял времени зря. Как только он чувствует себя вновь свободным гражданином, из печати выходит второй вариант «мемуаров». Разночтения с «первыми» мемуарами довольно значительны, однако претендент не моргнув глазом объясняет, что первый вариант лишь отдалённо соответствовал истине, так как он находился под угрозой ареста, теперь же, по прошествии стольких лет можно наконец рассказать правду.
Видимо, он пытается таким образом достичь большей правдоподобности, но основа остаётся та же — показания Брюно и роман «Кладбище Мадлен».
Он опять начинает с момента бегства, приуроченного на сей раз к 19 января 1794 года, то есть — к моменту после отъезда из Тампля четы Симон и начала работ по «изоляции» дофина в его комнате. Бегство организует собственной персоной принц Конде, его подручными выступают главарь шуанов Фротте и — обратите внимание — доктор Ожардиас, тот самый наставник юного Морена, которому с большим трудом удалось убедить возбуждённых горожан, что его воспитанник не дофин. Им удаётся уговорить жену Симона, и под видом врача (!) Ожардиас проникает в Тампль. Именно он пробирается ночью в комнату дофина, принося с собой уже известную картонную лошадку, внутри которой спрятан на сей раз «немой ребёнок, страдающий золотухой». Конечно же, он был усыплён наркотическим питьём, уложен в постель дофина, а самого беглеца вынесли в пакете с грязным бельём (что уже прямо восходит к рассказу Брюно).
Бежавший дофин встречается в Париже с Фротте (заметим в скобках, бывшим в то время в Англии) и Жозефиной Богарне, уезжает «на Запад, кочуя из одного города в другой». Следующий этап совпадает с первым вариантом, лишь из американского периода исчезают каннибалы а также индейское племя, выбравшее Ришмона своим вождём (наверное, даже для самозванного барона это показалось в конце концов чересчур), зато добавляются короткие поездки в Азию, Африку и Индию. Однако — новая интересная деталь — в убийстве герцога Беррийского обвиняется король Людовик, якобы не желавший уступить — как того требовал герцог — свой трон «законному королю».

## Дальнейшая судьба
Удивительно, что перекроенные мемуары также принимаются без возражений. Окрылённый этим, претендент отправляет письма герцогу де Бордо, Кавиньяку и папу Пию IX, который, если верить сохранившимся документам, даёт Ришмону тайную аудиенцию в своём изгнании в Гаэте. Тайну, впрочем, сохранить не удаётся, но даже поднятая этим новая волна толков не помогает претенденту достичь желаемого.
Видя, что дело никак не желает сдвинуться с мёртвой точки, претендент подаёт в суд на герцогиню Ангулемскую, требуя от неё половины наследства, но из-за смерти ответчицы, до слушания не доходит.
Последние годы он живёт на полном обеспечении у своей ярой поклонницы графини д`Апшье, и в последнем, третьем варианте «воспоминаний», среди прочего заявляет, что Брюно и Эрваго (ранее много раз обруганные за самозванство), не существовали на самом деле. И тот и другой всего лишь псевдонимы его самого, Ришмона, таким видимо образом, он трижды пытался добиться утверждения своих «прав». Претендент умирает 10 августа 1853 г. и надо сказать, он один из немногих «Людовиков», закончивших жизнь на свободе и в полном довольстве. Акт о кончине пишется одним из его приверженцев и, конечно же, на нём стоит имя «Шарль-Луи Французский». То же выгравировано на могильной плите претендента в Глезе.

## Кем был на самом деле Ришмон?
Невозможность установить с полной доказательностью настоящее имя и происхождение претендента не могла не породить новую волну догадок.
Как было уже сказано, наиболее вероятным является отождествление самозваного барона с Клодом Перреном, сыном дровосека. Существует, впрочем, мнение, что под именем Ришмона выступал известный в то время парижский мошенник по фамилии Эрбер. Однако же, и в наше время существуют желающие видеть в нём пропавшего дофина. Так например, Жаклин Дюкасс в своей книге категорически утверждает, что Ришмон был дофином «если до сих пор не удалось доказать обратного». Ей возражает Морис Гарсон, указывающий в своей книге «Людовик XVII или ложная дилемма», что «невозможно требовать научных доказательств в нашем понимании для времени, когда антропологической науки не было даже в зачаточном состоянии». Также Гарсон справедливо указывает, что претендент не единожды менял текст своих мемуаров, не знал обычаев двора (что вряд ли можно допустить для наследника престола) и его «мемуары» слишком уж точно воспроизводят нашумевший в то время роман и показания Матюрена Брюно.